# Heßler
Heßler oder Hessler ist ein deutscher Familienname.

## Namensträger
- Alexander Heßler (Friedrich Alexander Hessler; 1833–1900), deutscher Schauspieler, Regisseur und Theaterdirektor
- Barbara Heßler (1695–1747), böhmische Montanunternehmerin und Benefiziatsstifterin
- Benjamin Hessler (* 1978), deutscher Drehbuchautor
- Claus Heßler (* 1969), deutscher Schlagzeuger, Autor und Drum-Instructor
- Doris-Katharina Hessler (1949–2004), deutsche Köchin
- Eugen Heßler (1882–1964), deutscher Mediziner
- Eva Hessler (1914–2003), deutsche evangelische Religionspädagogin und Autorin
- Evloghios Hessler (1935–2019), deutscher orthodoxer Geistlicher
- Ferdinand Hessler (1803–1865), österreichischer Physiker und Hochschullehrer
- Franz Hessler (1798–1890), deutscher Arzt und Indologe
- Friedrich Moritz von Heßler († 1803), königlich-polnischer und kurfürstlich-sächsischer Hofrat
- Georg Hessler (Georg Heßler; 1427–1482), Fürstbischof und Kardinal
- George Christoph von Heßler († 1774), kursächsischer Oberst der Infanterie, Regimentskommandeur und Rittergutsbesitzer
- Gerd Heßler (* 1948), deutscher Skilangläufer
- Gordon Hessler (1930–2014), britischer Filmregisseur
- Günter Hessler (1909–1968), deutscher Marineoffizier im Zweiten Weltkrieg
- Hans Heßler (Fußballspieler) (* 1923), deutscher Fußballspieler
- Hans Friedrich von Heßler (1610–1667), deutscher Obrist und Rittergutsbesitzer
- Hans Heinrich von Heßler (1648–1717), königlich-polnischer und kurfürstlich-sächsischer Generalmajor und Steuerdirektor
- Hans-Joachim Heßler (Richter) (* 1958), deutscher Jurist und Richter
- Hans-Joachim Heßler (Komponist) (* 1968), deutscher Komponist, Musiker und Musikwissenschaftler
- Hans-Wolfgang Heßler (1928–2016), deutscher Journalist und Publizist
- Johann Franz von Heßler (um 1692–1770), böhmischer Gutsbesitzer, Unternehmer und Beamter
- Johann Moritz von Heßler (1677–1741), deutscher Rittergutesbesitzer und Beamter
- Martina Heßler (* 1968), deutsche Historikerin und Kulturwissenschaftlerin
- Melchior Heßler (um 1619–1690), deutscher Ingenieur und Baumeister
- Moritz Christoph von Heßler (1643–1702), deutscher Obersteuereinnehmer und Rittergutsbesitzer
- Otto Hessler (1891–nach 1951), deutscher Parteifunktionär (SPD/SED) und Thüringer Landtagsdirektor
- Pauline Heßler (* 1998), deutsche Skispringerin
- Rudolph Adam von Heßler (1756–1800), Amtshauptmann des Erzgebirgischen Kreises im Kurfürstentum Sachsen
- Thomas Hessler (* 1968), österreichischer Benediktiner, Prior des Europaklosters
- Ulrike Hessler (1955–2012), deutsche Opernintendantin
- Vanessa Hessler (* 1988), italienisches Fotomodell
- Vincent Hessler (* 1998), deutscher Eishockeyspieler
- Werner Graf von der Schulenburg-Heßler (1852–1930), deutscher Agrarier und Politiker
- Wolfgang Hessler (1907–1991), deutscher Schauspieler, Regisseur und Hörspielsprecher

## Namen von Unternehmen
- Rudolf Heßler Traktorenbau, 1912 in Leipzig